# جظ مظ
جظ مظ هي أكلة شعبية سورية تشتهرُ وتنتشرُ في الساحل السوري. تتكوّن هذه الأكلة منَ البيض وَالبندورة؛ حيثُ تُطبخ هذه الأخيرة بعد تقطيعها ويُضاف إليها البيض والسمن أو الزيت والملح والفلفل ومن الممكن إضافة الثوم أيضًا حسب الرغبة. تُعتبر الجظ المظ وجبةً مساندةً ويُمكن عدّها منَ الوجبات الرئيسة وتُؤكل مع الخبز وحتّى البصل حسب الرغبة. يُطلق عليها هذا الاسم لأنها من أصلٍ تركي وبالتحديدِ من لواء إسكندرون ومن ثم تعرّبت الكلمة وأصبحت تُسمّى هكذا في الساحل السوري وفي جميع مناطق سوريا تقريبًا.